# Elezioni parlamentari in Corea del Sud del 1992
Le elezioni parlamentari in Corea del Sud del 1992 si tennero il 24 marzo per il rinnovo dell'Assemblea nazionale.
L'affluenza fu del 71,9%.

## Partiti
Il Partito Liberale Democratico (poi ridenominato, nel 1995, Partito della Nuova Corea) si era affermato nel 1990 dalla confluenza di tre distinti soggetti politici: il Partito della Giustizia Democratica, il Partito Democratico della Riunificazione e il Nuovo Partito Repubblicano Democratico. La formazione sosteneva il Presidente Roh Tae-woo e includeva tra i suoi esponenti l'ex-leader dell'opposizione Kim Young-sam e Kim Jong-pil, Primo Ministro durante la presidenza di Park Chung-hee
Il Partito Democratico era stato lanciato nel 1991 in seguito all'unione tra una formazione politica omonima e il Nuovo Partito Democratico Unito, già Partito Democratico della Pace, di Kim Dae-jung, Il partito era guidato dallo stesso Kim Dae-jung e da Lee Kitack.
Il Partito della Riunificazione Nazionale si caratterizzava come una forza politica conservatrice, protezionista e nazionalista; era guidata dall'imprenditore Chung Ju-yung, fondatore della Hyundai. La campagna elettorale del partito si concentrò soprattutto sugli obiettivi economici e sul record di povertà registratosi sotto la presidenza di Roh Tae-woo.
Questi tre partiti maggiori si affrontarono anche in occasione delle elezioni presidenziali del 1992, che videro la vittoria di Kim Young-sam, sostenuto dai liberal-democratici.

## Risultati
| Partito Liberale Democratico           | 7 923 719  | 38,49 | 149 |  |  |  |
| Partito Democratico                    | 6 004 577  | 29,17 | 97  |  |  |  |
| Partito della Riunificazione Nazionale | 3 574 419  | 17,37 | 31  |  |  |  |
| Partito della Nuova Riforma Politica   | 369 044    | 1,79  | 1   |  |  |  |
| Partito del Popolo                     | 319 041    | 1,55  | –   |  |  |  |
| Partito del Popolo per l'Equità        | 21 007     | 0,10  | –   |  |  |  |
| Indipendenti                           | 2 372 005  | 11,52 | 21  |  |  |  |
| Totale                                 | 20 583 812 | 100   | 299 |  |  |  |
|                                        |            |       |     |  |  |  |
| Voti non validi                        | 259 670    | 1,25  |     |  |  |  |
| Votanti                                | 20 843 482 | 71,86 |     |  |  |  |
| Elettori                               | 29 003 828 |       |     |  |  |  |